# I.O.I
I.O.I (кор. 아이오아이, акронім від англ. Ideal of Idol, читається як Ай О Ай) — південнокорейський дівочий гурт, що був сформований компанією CJ E&M внаслідок передачі Produce 101 на телеканалі Mnet. До гурту увійшли одинадцять учасниць, вибраних з 101 учасниці шоу від різних розважальних агенцій: Чон Сомі, Кім Седжон, Чхве Юджон, Кім Чонха, Кім Сохє, Чу Кьольґьон, Чон Чхейон, Кім Тойон, Кан Міна, Лім Найон, Ю Йонджон. Гурт дебютував 4 травня 2016 року з мініальбомом Chrysalis і активно просувався як у повному складі, так і підгрупами.
З 20 по 22 січня 2017 року була проведена серія концертів Time Slip – I.O.I, що стала завершальною активністю гурту на одній сцені. Вони офіційно були розформовані наприкінці січня та кожна учасниця повернулась до свого агентства.

## Учасниці
- Чон Сомі (кор. 정소미)
- Кім Седжон (кор. 김세정)
- Чхве Юджон (кор. 최유정)
- Кім Чонха (кор. 김청하)
- Кім Сохє (кор. 김소혜)
- Чу Кьольґьон (кор. 주결경)
- Чон Чхейон (кор. 정채연)
- Кім Тойон (кор. 김도연)
- Кан Міна (кор. 강미나)
- Лім Найон (кор. 임나영)
- Ю Йонджон (кор. 유연정)

## Дискографія

### Мініальбоми
| Chrysalis                                                                        | - Реліз: 4 травня 2016 - Лейбл: YMC Entertainment - Формат: CD, цифрове завантаження  | 4 | —  | - Південна Корея: 87,026 - Японія: 303 - США: 1,000 |
| Miss Me?                                                                         | - Реліз: 17 жовтня 2016 - Лейбл: YMC Entertainment - Формат: CD, цифрове завантаження | 2 | 11 | - Південна Корея: 106,439 - Японія: 1,322           |
| «—» релізи, що не потрапили у чарти або не були випущені у відповідних регіонах. |                                                                                       |   |    |                                                     |

### Сингли
| Назва                                                                            | Рік  | Пікові позиції у чартах | Пікові позиції у чартах | Пікові позиції у чартах | Пікові позиції у чартах | Пікові позиції у чартах | Продажі                                                   | Альбом                |
| Назва                                                                            | Рік  | KOR                     | KOR                     | KOR                     | JPN Hot                 | US World                | Продажі                                                   | Альбом                |
| Назва                                                                            | Рік  | Dig.                    | Phy.                    | Hot                     | JPN Hot                 | US World                | Продажі                                                   | Альбом                |
| -------------------------------------------------------------------------------- | ---- | ----------------------- | ----------------------- | ----------------------- | ----------------------- | ----------------------- | --------------------------------------------------------- | --------------------- |
| «Crush»                                                                          | 2016 | 12                      | —                       | —                       | —                       | —                       | - Південна Корея: 344,126                                 | Chrysalis             |
| «Dream Girls»                                                                    | 2016 | 7                       | —                       | —                       | —                       | —                       | - Південна Корея: 652,321                                 | Chrysalis             |
| «Whatta Man (Good Man)»                                                          | 2016 | 2                       | 2                       | —                       | —                       | 9                       | - Південна Корея: 78,535 (Phy.) - Південна Корея: 371,336 | Не увійшов до альбому |
| «Hand in Hand» (кор. 손에 손잡고)                                                | 2016 | 139                     | 6                       | —                       | —                       | —                       | - Південна Корея: 4,039 (Phy.)                            | Не увійшов до альбому |
| «Very Very Very» (кор. 너무너무너무)                                             | 2016 | 1                       | —                       | 98                      | 80                      | 4                       | - Південна Корея: 1,319,944                               | Miss Me?              |
| «Downpour» (소나기)                                                              | 2017 | 3                       | —                       | 39                      | —                       | —                       | - Південна Корея: 1,112,589 - США: 2,000                  | Не увійшов до альбому |
| «—» релізи, що не потрапили у чарти або не були випущені у відповідних регіонах. |      |                         |                         |                         |                         |                         |                                                           |                       |

### Промо сингли
| Назва                                                                            | Рік  | Пікові позиції у чартах | Продажі | Альбом               |
| Назва                                                                            | Рік  | KOR                     | Продажі | Альбом               |
| -------------------------------------------------------------------------------- | ---- | ----------------------- | ------- | -------------------- |
| «Together as One» (з різними виконавцями)                                        | 2016 | —                       | Н/Д     | Hooxi, The Beginning |
| «—» релізи, що не потрапили у чарти або не були випущені у відповідних регіонах. |      |                         |         |                      |

### Саундтреки
| Назва                                             | Рік  | Пікові позиції у чартах | Продажі                   | Альбом                                     |
| Назва                                             | Рік  | KOR                     | Продажі                   | Альбом                                     |
| ------------------------------------------------- | ---- | ----------------------- | ------------------------- | ------------------------------------------ |
| «I Love You, I Remember You» (кор. 사랑해 기억해) | 2016 | 30                      | - Південна Корея: 133,463 | Moon Lovers: Scarlet Heart Ryeo OST Part 3 |

### Інші пісні
| Назва                                         | Рік  | Пікові позиції у чартах | Продажі                   | Альбом    |
| Назва                                         | Рік  | KOR                     | Продажі                   | Альбом    |
| --------------------------------------------- | ---- | ----------------------- | ------------------------- | --------- |
| «When the Cherry Blossoms Fade» (벚꽃이 지면) | 2016 | 16                      | - Південна Корея: 448,325 | Chrysalis |
| «Knock Knock Knock» (кор. 똑 똑 똑)           | 2016 | 31                      | - Південна Корея: 154,934 | Chrysalis |
| «Doo Wap»                                     | 2016 | 45                      | - Південна Корея: 82,081  | Chrysalis |
| «Pick Me»                                     | 2016 | 93                      | - Південна Корея: 33,968  | Chrysalis |
| «Hold On» (кор. 잠깐만)                       | 2016 | 10                      | - Південна Корея: 221,111 | Miss Me?  |
| «More More» (내 말대로 해줘)                  | 2016 | 61                      | - Південна Корея: 38,268  | Miss Me?  |
| «Ping Pong»                                   | 2016 | 77                      | - Південна Корея: 33,131  | Miss Me?  |
| «M-Maybe» (кор. 음 어쩌면)                    | 2016 | 86                      | - Південна Корея: 31,583  | Miss Me?  |

### Участь у збірках
| Назва                       | Рік  | Альбом                                                     | Номер треку |
| --------------------------- | ---- | ---------------------------------------------------------- | ----------- |
| «It's Fire Play» (불놀이야) | 2016 | Immortal Song 2: Singing the Legend (Hong Seo-bum)         | 4           |
| «All That Time» (그럴 땐)   | 2016 | Immortal Song 2: Singing the Legend (Poets' Songs Special) | 2           |
| «Together As One»           | 2016 | Hooxi, The Beginning                                       | 1           |

## Відеографія

### Музичні відео
| Назва                   | Рік  | Режисери    | Прим.  |
| ----------------------- | ---- | ----------- | ------ |
| «Crush»                 | 2016 | Невідомий   |        |
| «Dream Girls»           | 2016 | Hong Won-ki | [ 33 ] |
| «Whatta Man (Good Man)» | 2016 | Hong Won-ki | [ 34 ] |
| «Very Very Very»        | 2016 | Digipedi    | [ 35 ] |
| «Together as One»       | 2016 | Невідомий   |        |
| «Downpour»              | 2017 | Невідомий   |        |

## Нагороди та номінації
| Рік  | Нагорода                 | Категорія                                                                  | Результат | Прим.  |
| ---- | ------------------------ | -------------------------------------------------------------------------- | --------- | ------ |
| 2016 | Премія Mnet Asian Music  | Найкращий новий виконавець (жінки) (англ. Best New Male Artist)            | Перемога  | [ 36 ] |
| 2016 | Премія Mnet Asian Music  | HotelsCombined Найкращий виконавець року                                   | Номінація | [ 37 ] |
| 2017 | 32-га Премія Golden Disk | Нагорода «Новий виконавець» (англ. New Artist Award)                       | Перемога  | [ 38 ] |
| 2017 | 26-та Премія Seoul Music | Нагорода «Новий виконавець» (англ. New Artist Award)                       | Перемога  | [ 39 ] |
| 2017 | Forbes Korea             | Топ 40 найпотужніших зірок (англ. Top 40 ‘Power Celebrities')(11-те місце) | Перемога  | [ 40 ] |
| 2017 | Премія Melon Music       | Нагорода за найгарячіший тренд (англ. Hot Trend Award)                     | Номінація | [ 41 ] |

### Списки
| Видавець | Рік  | Список                | Місце | Прим.  |
| -------- | ---- | --------------------- | ----- | ------ |
| Forbes   | 2017 | Korea Power Celebrity | 11-е  | [ 42 ] |

## Нотатки
1. ↑  with Hyuk Jang, Yu-jung Kim, Stephanie, Go-eun Han, In-yeong Yoo, Ailee, Tae-woo Kim(GOD), Brian, Seomoon Tak, Eru, Changmin(TVXQ), Si-won & Dong-hae(Super Junior), Sung-hyun Baek, Hyung-tak Shim, Hyuk-soo Kwon, Myung-hoon Lee, Soy, Jo PD, Ulala Session, Crayon Pop, Tahiti, Jung-hwa Ye, K-Much, Stephanie, Chan Baek(Eight), Nada, Alberto Mondi, Tyler, Julian, Robin, Blair, Favian, Joo-yeon Ji, Gi-sang Lee, Ah-ran Jo, Lydia Ko, Da-sol Bang, Che-rim Jung, Vremya I Steklo (Time&Glass)